# KV15
KV15 i Konungarnas dal utanför Luxor i Egypten var begravningsplats för farao Seti II under Egyptens nittonde dynasti.
Graven är uthuggen rakt in i den vertikala bergssidan i slutet av den sydvästra grenen från huvudwadin i dalen. Historien är lite oklar om KV15. Eventuellt begravdes Seti II ursprungligen i KV14 för att senare flyttas till KV15. Kroppen flyttades senare till KV35. Graven har varit öppen under en längre tid, och det finns mycket grekiskt klotter på väggarna.